# Gagrella quadrimaculata
Gagrella quadrimaculata is een hooiwagen uit de familie Sclerosomatidae.